# 王立オーストラリア造幣局

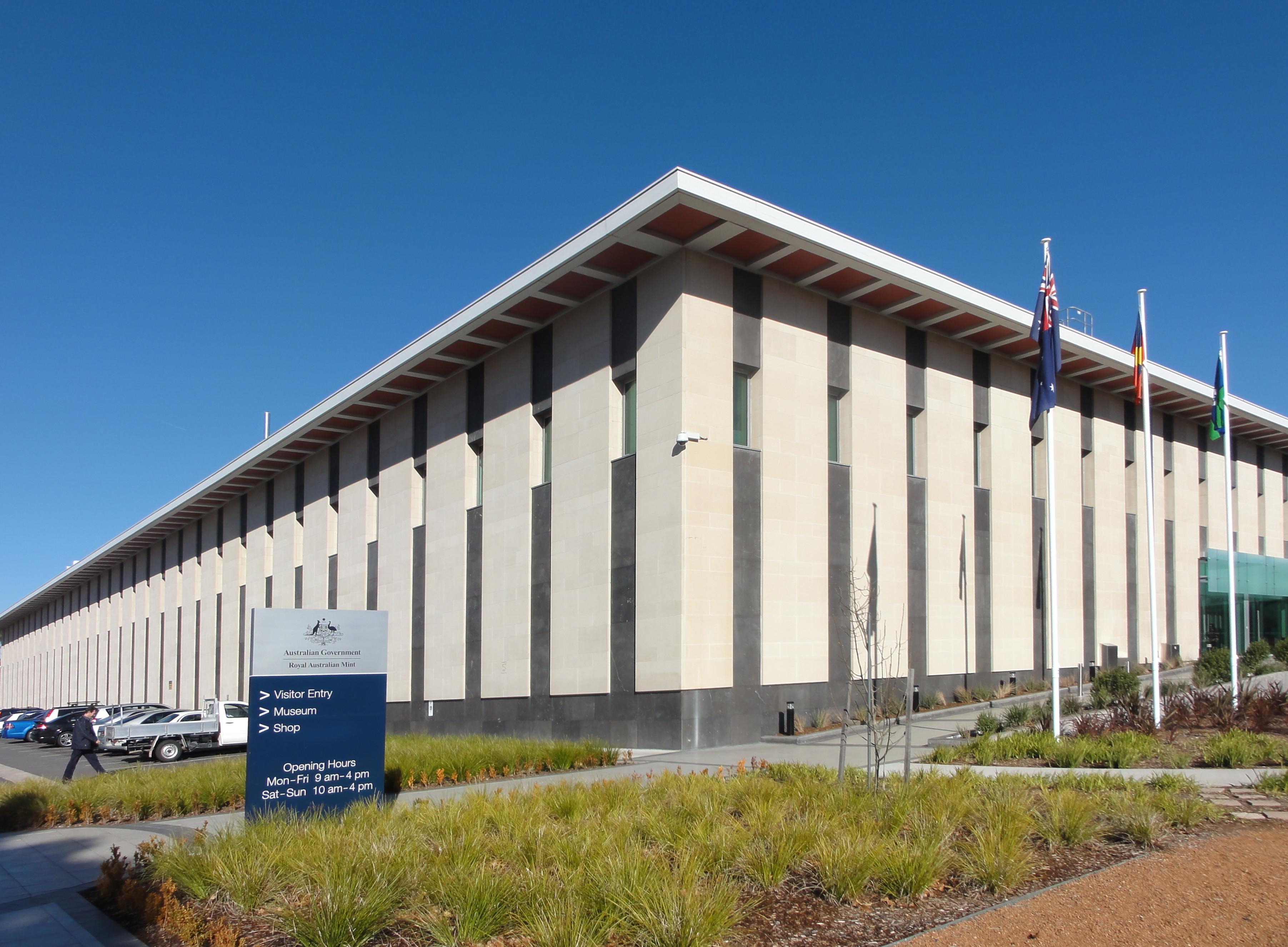
王立オーストラリア造幣局

王立オーストラリア造幣局（おうりつオーストラリアぞうへいきょく、英語：Royal Australian Mint）は、1965年2月22日に開業したオーストラリアの硬貨製造、勲章・褒章及び金属工芸品等の製造、地金・鉱物の分析及び試験、貴金属地金の精製、貴金属製品の品位証明（ホールマーク）などの事業を行うオーストラリアの機関。本部はオーストラリア首都特別地域キャンベラ市に置かれている。日本では野口コイン株式会社が正規販売店である。